# イシバシミツユキ
イシバシ ミツユキは、日本の映像作家、アニメ監督。

## 概要
ミュージック・ビデオなどの演出・企画構成を手掛ける。またミュージック・ビデオの他にスペースシャワーTVなどで放送される番組のOP映像や、CMの映像も手掛けている。
ALI PROJECTのボーカリスト宝野アリカは自身のHPの日記で「亡國覚醒カタルシス」を制作の際、イシバシが持参した作品の具体的なイメージ案を示した綿密な写真集に驚いたと語る。このことで宝野はイシバシを信頼し、ALI PROJECTのミュージック・ビデオの監督は彼に任せている。

## 手掛けたアーティストの主な作品
- ドラマ   ｢大病院占領｣
- JITTERIN'JINN
  - こいのぼり
- JAM PROJECT
  - BREAKOUT
  - No Border
- bloodthirsty butchers
  - JACK NICOLSON
- 槇原敬之
  - ココロノコンパス
  - GREEN DAYS
- PE'Z
  - パパのマーチ
- BOMB FACTORY
  - FIFTEEN (DVD)
- RIDDLE
  - last song
- ALI PROJECT
  - 亡國覚醒カタルシス
  - 勇侠青春謳
  - 聖少女領域
  - 我が臈たし悪の華
  - 鬼帝の剣
- SONOMI
  - 愛が足りないよ
- 妖精帝國
  - Baptize

## アニメ
- 浦和の調ちゃん（2015年、監督）
- むさしの!（2022年、監督）